# Patrick Boyle (8e comte de Glasgow)
Patrick James Boyle, 8e comte de Glasgow (18 juin 1874 - 14 décembre 1963) est un noble écossais et un activiste politique d'extrême droite, impliqué dans des partis et des groupes fascistes.

## Marine royale
Boyle est formé pour une carrière navale sur le navire de cadets HMS Britannia et obtient son diplôme en tant que lieutenant de la Royal Navy le 22 juin 1897,. Il est Aide de camp du contre-amiral Edmund Jeffreys, officier supérieur de la marine, à la Station de la côte de l'Irlande, servant sur son navire amiral HMS Howe qui est le navire de garde du port à Cobh. Ils sont transférés au HMS Empress of India en octobre 1901, lorsque ce navire relève le Howe. Il est promu commandant le 31 décembre 1908  et capitaine avant de prendre sa retraite en 1919. Il prend part à la Première Guerre mondiale, commandant le HMS Pyramus, et reçoit l'Ordre du Service distingué en 1915. À la suite de sa retraite du service actif, il est admis au rôle cérémoniel de Lieutenant de la Compagnie Royale des Archers.

## Positions politique
Boyle est également connu pour ses opinions extrémistes et joue un rôle actif dans un certain nombre de groupes de droite pendant l'entre-deux-guerres. Anti-communiste par inclination, ses opinions sont renforcées par une escale qu'il effectue en tant que commandant de la marine à Vladivostok en 1917, où il affirme être témoin d'exemples de terreur bolchevique qui contribuent à fortifier ses opinions de droite. Il est l'un des nombreux grands propriétaires terriens qui rejoignent les fascistes britanniques au début des années 1920 largement menés par le marasme de l'agriculture et la hausse simultanée des impôts qu'ils imputent à la démocratie et à la montée de la gauche. Boyle est chef des unités fascistes britanniques en Écosse. Proche du brigadier RBD Blakeney, Boyle rejoint le groupe dissident des loyalistes de Blakeney en 1926 afin de soutenir le travail de l'Organisation pour l'entretien des approvisionnements. Ce groupe accepte de désavouer le fascisme afin de coopérer avec le gouvernement. Boyle disparait de la scène politique peu de temps après quand, pratiquement mis en faillite par le fardeau de ses grandes propriétés, il émigre en France, y restant jusqu'en 1930 .
Après son retour au Royaume-Uni, Boyle s'implique de nouveau dans la politique de droite et est régulièrement invité au January Club, un club de discussion de la haute société organisé par l'Union britannique des fascistes. Selon les documents contemporains du parti travailliste, Boyle finance le parti d'Oswald Mosley, ce qui est l'un des buts du January Club. Boyle rejoint également la bourse anglo-allemande.

## Pairie
Boyle devient 8e comte de Glasgow le 13 décembre 1915, succédant également aux titres subsidiaires de 8e vicomte Kelburn, 2e baron Fairlie de Fairlie, Ayrshire et 8e Lord Boyle, de Kelburn, Stewartoun, Finnick, Largs et Dalry. Il est également  Vice-Lord-Lieutenant d'Ayrshire de 1942 à 1963.

## Vie privée
Boyle épouse Hyacynthe Mary Bell le 29 mai 1906 et a cinq enfants:
- David Boyle (9e comte de Glasgow) (24 juillet 1910-8 juin 1984)
- Grizel Mary Boyle (28 avril 1913-26 septembre 1942) - décédée après deux semaines dans un canot de sauvetage en plein Atlantique après le naufrage du RMS Laconia
- Hersey Margaret Boyle (11 juillet 1914 - 1993)
- Patrick James Boyle (23 mai 1917 - 4 mai 1946)
- Margaret Dorothea Boyle (née le 20 novembre 1920).

Thomas Inskip, 1er vicomte Caldecote est son beau-frère, marié à la sœur de Boyle.